# Майкл Кітон
Майкл Кітон (англ. Michael Keaton; справжнє ім'я — Майкл Джон Дуглас; нар. 5 вересня 1951, Кораполіс, Пенсільванія, США) — американський актор. Відомий як виконавець головної ролі в фільмах «Бетмен» та «Бітлджус».

## Життєпис
Народився 5 вересня 1951 року в Кораополісі (Пенсільванія, США). Батько Джордж Дуглас  (1905–1977) працював цивільний будівник та займався геодезичними зйомками. Мати Леона Елізабет Лофтус (1909–2002), домогосподарка. Актор ріс в католицькій родині. 
Протягом двох років вивчав риторику в Кенському університеті в Огайо, однак кинув навчання і поїхав в Пітсбург. 1975 року переїхав до Лос-Анджелесу, де почав зніматися в телесеріалах.
Псевдонім «Кітон» запозичений у актриси Даян Кітон (справжнє ім'я Даян Голл). Кітон взяв собі псевдонім через те, щоб уникнути плутанини з актором Майклом Дугласом.
Дебют Кітона у великому кіно відбувся в 1982 році в комедії «Нічна зміна», після якого актор дотримувався комічного амплуа. Кітон відхилив пропозицію режисера Девіда Кроненберга зіграти головну роль вченого-природознавця у фільмі «Муха». У підсумку ця роль прославила Джеффа Голдблюма.
Став відомий після того як зіграв привида в фільмі «Бітлджус» режисера Тіма Бертона і наркомана у фільмі «Чистий і тверезий». Наприкінці 80-х Тім Бертон запросив його зіграти в картинах «Бетмен» і «Бетмен повертається» роль борця зі злочинністю в костюмі кажана, яка стала його найвідомішої роллю. Довгий час той факт, що Кітон затверджений на роль Бетмена, переховувався за наполяганням режисера фільму Тіма Бертона. Позаяк до цього Кітон прославився своєю комічною роллю у фільмі «Бітлджус» (1988), Бертон побоювався, що завідомо негативна реакція фанатів може послужити причиною провалу фільму.
У 1990 році актор розриває шлюб з акторкою Кароліною МакВільямс, із якою вони прожили 8 років та виховували сина Шона.
Надалі більшість фільмів, в яких він знімається, виявляються провальними. 1997 року актор робить спробу вибратися з тривалої творчої кризи, взявши участь у бойовику відомого режисера Квентіна Тарантіно «Джекі Браун». Однак і цей фільм був погано прийнятий критиками і зазнав невдачі в прокаті.
У 2000 знявся у фільмі "Ціна перемоги".
У 2007 році Кітон пробує себе у ролі режисера. Прем'єра його картини «Веселий джентльмен» відбулася в 2008 році.
Кітон озвучив головного персонажа в американському виданні мультфільму Хаяо Міядзакі «Порко Россо» — авіатора, що унаслідок глибокої душевної кризи перетворився на свиню.
Роль Доктора Джека Шепарда – персонажа серіалу «Загублені» – запропонували Кітону, але він відхилив її через «його занадто швидку загибель». Та після запуску у виробництво серіалу було вирішено залишити персонажа живим.
У 2014 році Майкл Кітон знявся в головній ролі у фільмі «Бердмен або (непередбачувана перевага невігластва)», де зіграв роль колишньої кінозірки, який ставить і грає роль у п'єсі на Бродвеї. 2015 року фільм отримав чотири премії «Оскар» в номінаціях: найкращий фільм, найкращий режисер (Алехандро Ґонзалес Іньярріту), найкращий сценарій, найкраща операторська робота.
Разом із Заком Галіфіанакісом, Едвардом Нортоном, Еммою Стоун та Наомі Воттс Кітон знявся у фільмі Алехандро Гонсалеса Іньярріту «Людина-Птах, або Несподівана чеснота незнання» (2014), зігравши Ріґґана Томсона, екранного актора, відомого за роллю титульного супергероя, який ставить бродвейську п'єсу за оповіданням Реймонда Карвера, щоб повернути собі колишню славу.  За роль Томсона він здобув премію «Золотий глобус» за найкращу чоловічу роль у мюзиклі або комедії та номінацію на премію «Оскар» за найкращу чоловічу роль.  У 2015 році Кітон з'явився в ролі Волтера В. Робінсона у фільмі Тома Маккарті «У центрі уваги», який здобув премію «Оскар», а в 2016 році знявся в ролі бізнесмена Рея Крока в байопіку «Засновник». 28 липня 2016 року Кітон був удостоєний 2585-ї зірки на Голлівудській алеї слави за свій внесок у кіномистецтво. Зірка розташована за адресою Голлівудський бульвар, 6931 .
У 2017 році Кітон зіграв суперлиходія Стерв'ятника у фільмі «Людина-павук: Повернення додому» . Пізніше того ж року Кітон зобразив Стена Херлі в «Американський убивця».

## Фільмографія

### Актор
| Рік       |    | Українська назва                        | Оригінальна назва                       | Роль                         |
| --------- | -- | --------------------------------------- | --------------------------------------- | ---------------------------- |
| 1975      | с  | Сусідство містера Роджерса              | MisteRogers' Neighborhood               | волонтер                     |
| 1976—1977 | с  | Все справедливо                         | All's Fair                              | Ленні Вольф                  |
| 1977      | тф | Час Клейна                              | Klein Time                              | різні ролі                   |
| 1977      | с  | Мері Гартман, Мері Гартман              | Mary Hartman, Mary Hartman              | Грабіжник                    |
| 1977      | с  | Мод                                     | Maude                                   | Чіп Вінстон                  |
| 1978      | с  | Шоу Тоні Рендолла                       | The Tony Randall Show                   | Зік                          |
| 1978      | ф  | Кролячий тест                           | Rabbit Test                             | моряк                        |
| 1978      | с  | Мері                                    | Mary                                    | персонажі                    |
| 1978      | с  | Сім'я                                   | Family                                  | продавець                    |
| 1978      | кф | Інший підхід                            | A Different Approach                    | кінорежисер                  |
| 1979      | с  | Роботяги                                | Working Stiffs                          | Майк О'Рурк                  |
| 1979      | с  | Стадс Лоніган                           | Studs Lonigan                           |                              |
| 1979      | с  | Година Мері Тайлер Мур                  | The Mary Tyler Moore Hour               | Кеннет Крісті / Майкл Крісті |
| 1982      | с  | Повідомити Мерфі                        | Report to Murphy                        | Мерфі                        |
| 1982      | ф  | Нічна зміна                             | Night Shift                             | Білл Блазеховські            |
| 1983      | ф  | Містер мама                             | Mr. Mom                                 | Джек                         |
| 1984      | ф  | Небезпечний Джонні                      | Johnny Dangerously                      | Джонні Келлі                 |
| 1986      | ф  | Ентузіаст                               | Gung Ho                                 | Гунт Стівенсон               |
| 1986      | ф  | Хапай і біжи                            | Touch and Go                            | Боббі Барбато                |
| 1987      | ф  | Блеф                                    | The Squeeze                             | Гаррі Берг                   |
| 1988      | ф  | Бітлджюс                                | Beetlejuice                             | Бітлджюс                     |
| 1988      | ф  | У тверезому розумі й твердій пам'яті    | Clean and Sober                         | Деріл Пойнтер                |
| 1989      | ф  | Команда мрії                            | The Dream Team                          | Біллі Кофілд                 |
| 1989      | ф  | Бетмен                                  | Batman                                  | Бетмен / Брюс Вейн           |
| 1990      | ф  | Тихоокеанські висоти                    | Pacific Heights                         | Картер Гейс                  |
| 1991      | ф  | Правосуддя одинака                      | One Good Cop                            | Арті Льюїс                   |
| 1992      | ф  | Бетмен повертається                     | Batman Returns                          | Бетмен / Брюс Вейн           |
| 1993      | ф  | Багато галасу з нічого                  | Much Ado About Nothing                  | Догберрі                     |
| 1993      | ф  | Моє життя                               | My Life                                 | Боб Джонс                    |
| 1994      | ф  | Газета                                  | The Paper                               | Генрі Гакетт                 |
| 1994      | ф  | Без слів                                | Speechless                              | Кевін Валлік                 |
| 1996      | ф  | Я і мої клони                           | Multiplicity                            | Дуг Кінні                    |
| 1997      | ф  | Вигадане життя Ебботів                  | Inventing the Abbotts                   | оповідач                     |
| 1997      | ф  | Джекі Браун                             | Jackie Brown                            | Рей Ніколетте                |
| 1998      | ф  | Відчайдушні заходи                      | Desperate Measures                      | Пітер МакКейб                |
| 1998      | ф  | За межами видимості                     | Out of Sight                            | Рей Ніколетте                |
| 1998      | ф  | Джек Фрост                              | Jack Frost                              | Джек Фрост                   |
| 2000      | ф  | Ціна перемоги                           | A Shot at Glory                         | Пітер Камерон                |
| 2001      | мс | Сімпсони                                | The Simpsons                            | Джек Кроулі                  |
| 2002      | с  | Фрейзер                                 | Frasier                                 | Блейн Стернін                |
| 2002      | тф | Із Багдада наживо                       | Live from Baghdad                       | Роберт Вінер                 |
| 2003      | мс | Цар гори                                | King of the Hill                        | Тріп Ларсен                  |
| 2003      | мс | Брудний Гаррі                           | Gary the Rat                            | Джеррі Ендрюс                |
| 2003      | ф  | Сипучі піски                            | Quicksand                               | Мартін Рейкс                 |
| 2004      | ф  | Перша дочка                             | First Daughter                          | президент Маккензі           |
| 2005      | ф  | Вирішальна гра                          | Game 6                                  | Нікі Роган                   |
| 2005      | ф  | Білий шум                               | White Noise                             | Джонатан Ріверс              |
| 2005      | мф | Порко Россо                             | Kurenai no buta                         | Порко Россо                  |
| 2005      | ф  | Гербі: Шалені перегони                  | Herbie Fully Loaded                     | Рей Пейтон-старший           |
| 2006      | ф  | Востаннє                                | The Last Time                           | Тед Райкер                   |
| 2006      | мф | Тачки                                   | Cars                                    | Шик Гікс                     |
| 2006      | вг | Cars                                    | Cars                                    | Шик Гікс                     |
| 2006      | кф | Tenacious D: Time Fixers                | Tenacious D: Time Fixers                |                              |
| 2007      | тф | Контора                                 | The Company                             | Джеймс Ангелтон              |
| 2008      | в  | Tenacious D: The Complete Masterworks 2 | Tenacious D: The Complete Masterworks 2 |                              |
| 2008      | ф  | Веселий пан                             | The Merry Gentleman                     | Френк Логан                  |
| 2009      | ф  | Школа виживання випускників             | Post Grad                               | Волтер Мелбі                 |
| 2009      | вг | Cars Race-O-Rama                        | Cars Race-O-Rama                        | Шик Гікс                     |
| 2010      | мф | Історія іграшок 3                       | Toy Story 3                             | Кен                          |
| 2011      | мф | Гавайські канікули                      | Hawaiian Vacation                       | Кен                          |
| 2010      | ф  | Копи на підхваті                        | The Other Guys                          | капітан Джин Мауч            |
| 2011      | с  | 30 потрясінь                            | 30 Rock                                 | Том                          |
| 2012      | мф | Ноїв ковчег: Новий початок              | Noah                                    | Ной                          |
| 2012      | вг | Call of Duty: Black Ops II              | Call of Duty: Black Ops II              | Джейсон Хадсон               |
| 2013      | тф | Завершити історію                       | Clear History                           | Джо Стампо                   |
| 2013      | ф  | Пентхаус з видом на північ              | Penthouse North                         | Голландер                    |
| 2014      | ф  | Робокоп                                 | RoboCop                                 | Реймонд Селларс              |
| 2014      | ф  | Need for Speed: Жага швидкості          | Need for Speed                          | Монарх                       |
| 2014      | ф  | Бердмен                                 | Birdman                                 | Рігган Томпсон               |
| 2015      | ф  | У центрі уваги                          | Spotlight                               | Волтера Робінсон             |
| 2015      | мф | Посіпаки                                | Minions                                 | Волтер Нельсон               |
| 2016      | ф  | Засновник                               | The Founder                             | Рей Крок                     |
| 2017      | ф  | Людина-павук: Повернення додому         | Spider-Man: Homecoming                  | Адріан Тумс / Стерв'ятник    |
| 2017      | ф  | Американський вбивця                    | American Assassin                       | Стен Герлі                   |
| 2019      | ф  | Дамбо                                   | Dumbo                                   | В.А. Вандевере               |
| 2020      | ф  |                                         | Worth                                   | Кеннет Файнберг              |
| 2020      | ф  | Суд над чиказькою сімкою                | The Trial of the Chicago 7              | Ремсі Кларк                  |
| 2021      | ф  | Захищений                               | The Protégé                             | Рембрандт                    |
| 2021      | с  | Наркоманія                              | Dopesick                                | доктор Семюел Фіннікс        |
| 2022      | ф  | Морбіус                                 | Morbius                                 | Адріан Тумс / Стерв'ятник    |
| 2022      | ф  | Бетгерл (скасований фільм)              | Batgirl                                 | Бетмен / Брюс Вейн           |
| 2023      | ф  | Флеш                                    | The Flash                               | Бетмен / Брюс Вейн           |
| 2023      | ф  | Кілер іде геть                          | Knox Goes Away                          | Джон Нокс                    |
| 2024      | ф  | Бітлджюс Бітлджюс                       | Beetlejuice Beetlejuice                 | Бітлджюс                     |

### Режисер, продюсер
| Рік  |   | Українська назва           | Оригінальна назва   | Роль                |
| ---- | - | -------------------------- | ------------------- | ------------------- |
| 1999 | ф | Оголені тіла               | Body Shots          | виконавчий продюсер |
| 2006 | ф | Востаннє                   | The Last Time       | виконавчий продюсер |
| 2008 | ф | Веселий пан                | The Merry Gentleman | режисер             |
| 2013 | ф | Пентхаус з видом на північ | Penthouse North     | виконавчий продюсер |

## Нагороди та номінації
| Рік  | Премія                                     | Категорія                        | Робота        | Результат |
| ---- | ------------------------------------------ | -------------------------------- | ------------- | --------- |
| 1982 | Премія Товариства кінокритиків Канзас-Сіті | Найкращий актор другого плану    | «Нічна зміна» | Перемога  |
| 2005 | «Teen Choice Awards»                       | Вибір фільму: Найстрашніша сцена | «Білий шум»   | Номінація |